# Jirisan
Jirisan o Chirisan és la muntanya més alta del territori continental de Corea del Sud i la segona més alta de tot el país, superada només pel cim de Hallasan a l'illa de Jeju. Està situada a l'extrem sud de les serralades Sobaek i Baekdudaegan, al Parc Nacional de Jirisan, i el seu punt més alt, el Cheonhwangbong, està localitzat a Gyeongsang del Sud.
Hi ha set temples budistes importants a Jirisan. Hwaeomsa és el més gran i més conegut. Conté diversos tresors nacionals, principalment obres d'art de pedra d'aproximadament 600-900 EC.
Al peu del Jirisan s'hi troba el poble tradicional Cheonghak-dong (Poble de la Grulla Blava), el qual inclou el Samseonggung (Palau dels Tres Savis), santuari en honor dels mites de la fundació de Corea.
Cada any 2.600.000 persones visiten el parc nacional de Jirisan, principalment a l'estiu i tardor. El parc nacional té diverses rutes de senderisme.

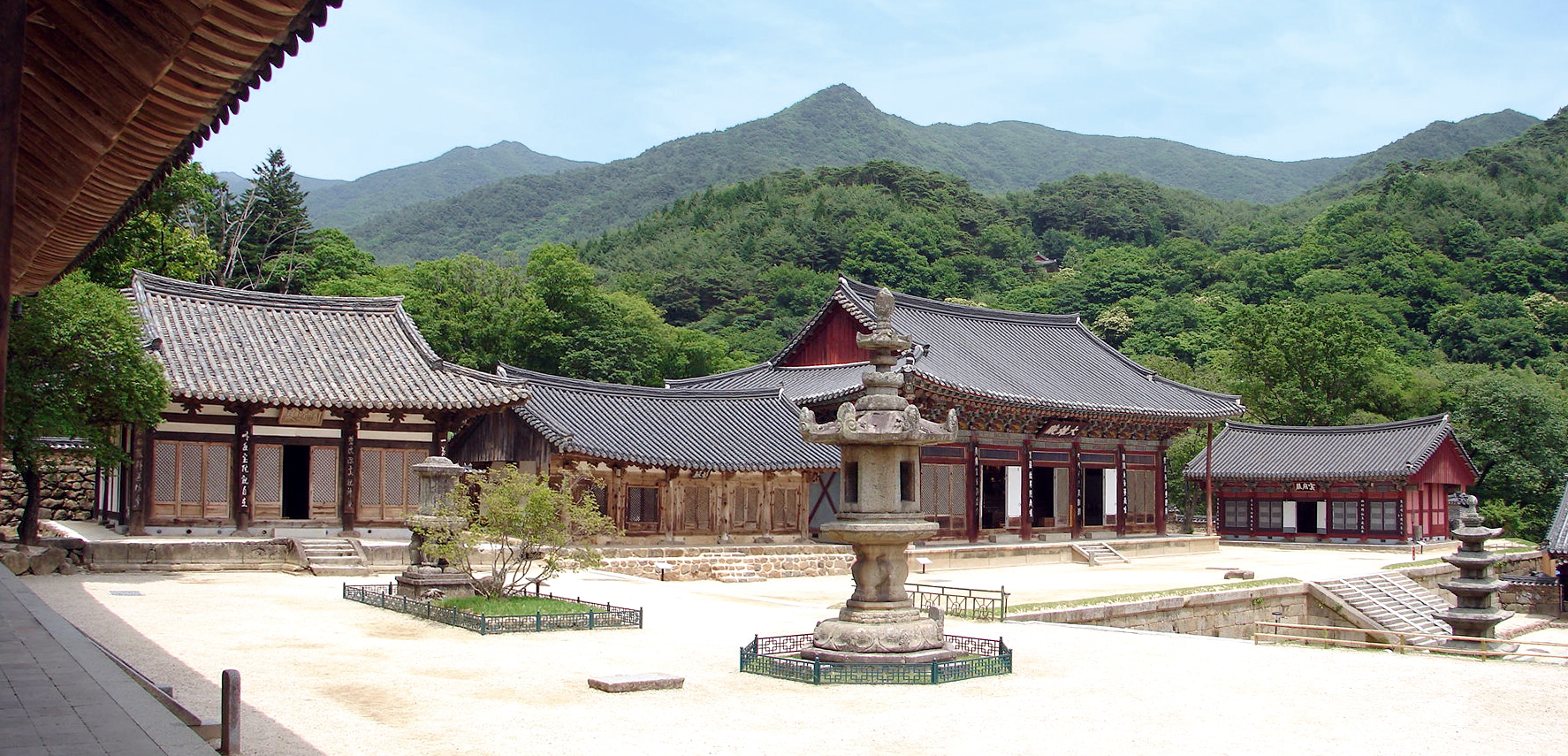
Temple de Hwaeomsa.

## Geografia
Jirisan es troba al Parc Nacional de Jirisan, que comprèn territoris en tres províncies (Jeolla del Nord, Jeolla del Sud i Gyeongsang del Sud) i és el més gran a Corea del Sud. La major part del parc nacional està a la província de Gyeongsang del Sud.
Té més de vint pics que superen els 1.000 metres d'altura, sent el més alt Cheonhwangbong amb 1.915 m. Altres pics importants són Cheonhwangbong (1875 m), Yeonhwabong (1730 m), Chotdaebong (1704 m), Yeongshinbong (1652 m), Chilseongbong (1576 m), Tokkibong (1534 m), Banyabong (1732 m) and Nogodan (1507 m). Un altre cim conegut és Samshinbong (Cim dels Tres Esperits).
Buril és la cascada més gran de Jirisan, amb 60m d'altura i 3m d'ample.
La precipitació anual és de 1200 a 1600 mm i és més abundant en els vessants situats al sud-est, pel pas de tifons i pel monsó asiàtic. Del 50% a60 % es produeixen a l'estiu, de juny a agost. La temperatura mitjana anual està entre 14-16º.
Es poden trobar espècies vegetals com l'avet coreà (Abies koreana), carpes (Carpinus laxiflora), roure vermell (Quercus serrata) i roure blanc (Quercus mongolica).
L'os negre asiàtic (Ursus thibetanus), espècie vulnerable, habita a Jirisan. Per preservar-ho, es va establir el programa de restauració de l'os negre asiàtic, que contempla, entre altres coses, delimitar una zona de protecció i la introducció de més exemplars.

## Llegendes
A l'entrada a la vall de Baemsagol, fa aproximadament 1300 anys, hi havia el temple Songnimsa. En aquest temple es practicava un ritu anual durant la festivitat de Chilwolbaekjung (dia de lluna plena de juliol segons el calendari lunar) on se seleccionava al monjo més piadós i es resava fervorosament per al seu pas segur al paradís com una deïtat. En cert ocasió, Seosandaesa, que era el monjo de més alt rang, es va assabentar sobre aquest ritu budista i va suposar que havia d'amagar un secret. Seosandaesa va deixar al monjo que havia estat triat aquest any resar, però vestit amb una túnica untada amb verí i amarrat per un fil de seda a la terrassa de Sinseodae. Seosandaesa es va amagar darrere d'una roca a mirar. Al voltant de la 1 a. m., va aparèixer un imugi, serp gegant que no ha pogut convertir-se en drac, que es lliscava des de la vall. L'imugi va saltar sobre el monjo, el va mossegar en la boca i va desaparèixer en l'aigua. Seosandaesa va tornar al temple i va esperar fins a l'alba. D'hora al matí, juntament amb els vilatans, va anar a Sinseondae i van trobar que l'imugi havia mort, sense poder empassar-se el cos sencer del monjo. Seosandaesa va descobrir el secret del temple de sacrificar un monjo a un imugi cada any. Després d'això, la vall va passar a cridar-se Baemsagol, que significa "la vall on un imugi, que va fallar a convertir-se en drac, va morir". El poble a l'entrada a la vall de Baemsagol va anomenar-se Banseon (significant una "mitja deïtat") en memòria del monjo mort, sacrificat sense convertir-se en una deïtat.

## Senderisme
El parc nacional Jirisan té nombroses rutes de senderisme, que poden recórrer-se entre 1 i 3 dies. La ruta principal recorre el parc d'oest a est, des de Nogodan fins al cim de Cheonhwangbong, al llarg de 25,5 km i se la considera la ruta més complexa de Corea del Sud.

## Història
Durant la Guerra de Corea, les tropes nord-coreanes van ocupar la regió. Després que les forces de les Nacions Unides van prendre l'àrea, un nombre important de nord-coreans es va quedar a les muntanyes, on van continuar amb una Guerra de guerrilles fins a ser abatuts el 1955, dos anys després de la signatura de l'alto al foc. La República de Corea va lliurar una medalla de servei a les tropes que van lluitar a l'àrea. El director Jeong Ji-Young va filmar una pel·lícula sobre aquests successos.